# Campionati italiani femminili assoluti di atletica leggera 1942
I XX campionati italiani femminili assoluti di atletica leggera si sono tenuti presso lo Stadio del Littoriale di Bologna il 28 giugno 1942. La gara della staffetta 4×100 metri valida per i campionati italiani si è invece corsa il 21 giugno dello stesso anno presso lo Stadio Cesare Marzari di Modena. Sono stati assegnati dieci titoli in altrettante discipline.
Tra le atlete salite sul podio, si segnala la futura astrofisica Margherita Hack che, sotto i colori del GUF Firenze, conquistò la medaglia di bronzo nel salto in alto superando l'asticella posta a 1,45 m.
La classifica di società ha visto trionfare la Venchi Unica Torino con 46 punti, seguita da Filotecnica Milano con 20 punti e Sip Torino con 22 punti; al quarto posto, a parti merito con 11 punti, si sono classificate la Società Sportiva Ducati Bologna e la Società Sportiva Bruno Mussolini di Roma.
Il titolo di campionesse italiane della staffetta 4×100 metri è stato assegnato a Modena il 3 agosto.

## Risultati

### Le gare del 28 giugno a Bologna
| Specialità             | Oro                                               | Prestazione | Argento                                       | Prestazione | Bronzo                                                  | Prestazione |
| Corse                  | Corse                                             | Corse       | Corse                                         | Corse       | Corse                                                   | Corse       |
| ---------------------- | ------------------------------------------------- | ----------- | --------------------------------------------- | ----------- | ------------------------------------------------------- | ----------- |
| 100 m                  | Italia Lucchini Venchi Unica Torino               | 12"7        | Ines Bressanello Reyer Venezia                | 12"8        | Lucia Sereno Venchi Unica Torino                        | 12"9        |
| 200 m                  | Rosetta Cattaneo Filotecnica Milano               | 26"0        | Ester Meneghello Marzotto Valdagno            |             | Brunilde Leone Sip Torino                               | 26"8        |
| 800 m                  | Petronilla Tonani Sip Torino                      | 2'25"9      | Maria Beraudo Venchi Unica Torino             | 2'30"7      | Maria Ventola Sip Torino                                | 2'31"0      |
| 80 m hs                | Elda Franco Sip Torino                            | 12"4        | Ondina Valla Società Sportiva Bruno Mussolini | 12"4        | Anna Maria Marmiroli Filotecnica Milano                 | 12"5        |
| Salti                  |                                                   |             |                                               |             |                                                         |             |
| Salto in alto          | Gianna Jannoni Società Sportiva Bruno Mussolini   | 1,53 m      | Caterina Gallo Venchi Unica Torino            | 1,50 m      | Margherita Hack GUF Firenze                             | 1,45 m      |
| Salto in lungo         | Elda Franco Sip Torino                            | 5,31 m      | Amelia Piccinini Venchi Unica Torino          | 5,13 m      | Lidia Zanuttigh Dopolavoro Dipendenti Comunali Soresina | 4,97 m      |
| Lanci                  |                                                   |             |                                               |             |                                                         |             |
| Getto del peso         | Amelia Piccinini Venchi Unica Torino              | 12,10 m     | Giorgina Grossi Filotecnica Milano            | 11,67 m     | Ada Turci Venchi Unica Torino                           | 11,43 m     |
| Lancio del disco       | Gabre Gabric Filotecnica Milano                   | 37,97 m     | Gina Tagliapietra Marzotto Valdagno           | 37,16 m     | Giorgina Grossi Filotecnica Milano                      | 37,15 m     |
| Lancio del giavellotto | Edda Ballaben Dopolavoro Pubblico Impiego Trieste | 37,39 m     | Ada Turci Venchi Unica Torino                 | 36,53 m     | Maria Concetta Vignoli SEF Stamura                      | 35,51 m     |

### La staffetta del 3 agosto a Modena
| Specialità        | Oro                                                                                 | Prestazione | Argento                                                                      | Prestazione | Bronzo                                                  | Prestazione |
| ----------------- | ----------------------------------------------------------------------------------- | ----------- | ---------------------------------------------------------------------------- | ----------- | ------------------------------------------------------- | ----------- |
| Staffetta 4×100 m | Venchi Unica Torino Franca Audifreddi Amelia Piccinini Lucia Sereno Italia Lucchini | 50"0        | Filotecnica Milano Gisella Daverio Ida Matteuzzi Lia Bertos Rosetta Cattaneo | 50"2        | Reyer Venezia Ines Bressanello Morelli Mattei Camporese | 50"8        |